# Forn de ginebre de la Serra dels Aubellons
Forn de ginebre de la Serra dels Aubellons és un forn d'oli de ginebre de la Torre de l'Espanyol (Ribera d'Ebre) inclosa a l'Inventari del Patrimoni Arquitectònic de Catalunya.

## Descripció
Es tracta d'un forn en bon estat de conservació. La planta segueix un patró més o menys rectangular i els paraments estan fets de pedra de mesura irregular disposada de forma desendreçada.
La boca és una obertura amb una pedra de gran mesura que fa de llinda. El capell del forn es conserva encara i presenta certa vegetació.
Pel que fa a l'interior, també presenta un bon estat de conservació. Es formen pilastres de suport de l'estructura amb les mateixes pedres amb què s'ha fet el parament de la construcció.